# Cabinet Schmidt II
Pour les articles homonymes, voir Cabinet Schmidt.
 (janvier 2023).
Si vous disposez d'ouvrages ou d'articles de référence ou si vous connaissez des sites web de qualité traitant du thème abordé ici, merci de compléter l'article en donnant les références utiles à sa vérifiabilité et en les liant à la section « Notes et références ».
RFA
Schmidt I Schmidt III
Le cabinet Schmidt II (en allemand : Kabinett Schmidt II) est le gouvernement fédéral de la République fédérale d'Allemagne entre le 16 décembre 1976 et le 4 novembre 1980, durant la huitième législature du Bundestag.

## Historique du mandat
Dirigé par le chancelier fédéral social-démocrate sortant Helmut Schmidt, ce gouvernement est constitué et soutenu par une « coalition sociale-libérale » entre le Parti social-démocrate d'Allemagne (SPD) et le Parti libéral-démocrate (FDP). Ensemble, ils disposent de 253 députés sur 496, soit 51 % des sièges du Bundestag.
Il est formé à la suite des élections législatives fédérales du 3 octobre 1976.
Il succède donc au cabinet Schmidt I, constitué et soutenu par une coalition identique.

### Formation
Au cours du scrutin parlementaire, la CDU/CSU du ministre-président de Rhénanie-Palatinat Helmut Kohl redevient la première force politique fédérale et échoue de seulement six sièges à conquérir la majorité absolue du Bundestag. Bien qu'en recul de dix-huit sièges, l'alliance au pouvoir depuis 1969 conserve sa majorité absolue.
Le 15 décembre, le président fédéral Walter Scheel propose la candidature d'Helmut Schmidt au vote d'investiture. Il l'emporte par 250 voix pour et 246 voix contre, soit un suffrage de plus que la majorité constitutionnelle requise. Il forme le lendemain son deuxième cabinet fédéral, qui compte quinze ministres fédéraux dont deux femmes, un record à l'époque.

### Évolution
Après un scandale d'espionnage illégal par le contre-espionnage militaire, le ministre fédéral de la Défense Georg Leber démissionne le 16 avril 1978 contre l'avis du chancelier. Ce dernier procède alors à un remaniement ministériel qui ramène à une seule le nombre de femmes siégeant au gouvernement.
Le 23 mai 1979 se tient l'élection présidentielle. Scheel ayant renoncé à conquérir un second mandat, le Parti libéral-démocrate choisit l'abstention. Le candidat des chrétiens-démocrates et président du Bundestag Karl Carstens l'emporte dès le premier tour de scrutin avec 51 % des voix de l'Assemblée fédérale.

### Succession
Au cours des élections législatives fédérales du 5 octobre 1980, la coalition progresse grâce à une nette poussée du FDP qui compense les pertes de la CDU/CSU. En conséquence, Schmidt forme son troisième et dernier cabinet fédéral. Le cabinet Schmidt II est alors le premier exécutif de RFA depuis le cabinet Adenauer III en 1961 à accomplir un mandat complet de quatre ans.

## Composition

### Initiale
- Les nouveaux ministres sont indiqués en gras, ceux ayant changé d'attribution en italique.

| Fonction                                                                               | Nom | Nom                                                        | Parti |
| -------------------------------------------------------------------------------------- | --- | ---------------------------------------------------------- | ----- |
| Chancelier fédéral                                                                     |     | Helmut Schmidt                                             | SPD   |
| Vice-chancelier Ministre fédéral des Affaires étrangères                               |     | Hans-Dietrich Genscher                                     | FDP   |
| Ministre fédéral de l'Intérieur                                                        |     | Werner Maihofer                                            | FDP   |
| Ministre fédéral de la Justice                                                         |     | Hans-Jochen Vogel                                          | SPD   |
| Ministre fédéral des Finances                                                          |     | Hans Apel                                                  | SPD   |
| Ministre fédéral de l'Économie                                                         |     | Hans Friderichs (jusqu’au 07/10/1977) Otto Graf Lambsdorff | FDP   |
| Ministre fédéral de l'Alimentation, de l'Agriculture et des Forêts                     |     | Josef Ertl                                                 | FDP   |
| Ministre fédéral du Travail et de l'Ordre social                                       |     | Herbert Ehrenberg                                          | SPD   |
| Ministre fédéral de la Défense                                                         |     | Georg Leber                                                | SPD   |
| Ministre fédérale de la Jeunesse, de la Famille et de la Santé                         |     | Antje Huber                                                | SPD   |
| Ministre fédéral des Transports, des Postes et des Télécommunications                  |     | Kurt Gscheidle                                             | SPD   |
| Ministre fédéral de l'Aménagement du territoire, des Travaux publics et de l'Urbanisme |     | Karl Ravens                                                | SPD   |
| Ministre fédéral des Relations intra-allemandes                                        |     | Egon Franke                                                | SPD   |
| Ministre fédéral de la Recherche et de la Technologie                                  |     | Hans Matthöfer                                             | SPD   |
| Ministre fédéral de l'Éducation et de la Science                                       |     | Helmut Rohde                                               | SPD   |
| Ministre fédéral de la Coopération économique                                          |     | Marie Schlei                                               | SPD   |

### Remaniement du 16 février 1978
- Les nouveaux ministres sont indiqués en gras, ceux ayant changé d'attribution en italique.

| Fonction                                                                               | Nom | Nom                                                | Parti |
| -------------------------------------------------------------------------------------- | --- | -------------------------------------------------- | ----- |
| Chancelier fédéral                                                                     |     | Helmut Schmidt                                     | SPD   |
| Vice-chancelier Ministre fédéral des Affaires étrangères                               |     | Hans-Dietrich Genscher                             | FDP   |
| Ministre fédéral de l'Intérieur                                                        |     | Werner Maihofer (jusqu’au 08/06/1978) Gerhart Baum | FDP   |
| Ministre fédéral de la Justice                                                         |     | Hans-Jochen Vogel                                  | SPD   |
| Ministre fédéral des Finances                                                          |     | Hans Matthöfer                                     | SPD   |
| Ministre fédéral de l'Économie                                                         |     | Otto Graf Lambsdorff                               | FDP   |
| Ministre fédéral de l'Alimentation, de l'Agriculture et des Forêts                     |     | Josef Ertl                                         | FDP   |
| Ministre fédéral du Travail et de l'Ordre social                                       |     | Herbert Ehrenberg                                  | SPD   |
| Ministre fédéral de la Défense                                                         |     | Hans Apel                                          | SPD   |
| Ministre fédérale de la Jeunesse, de la Famille et de la Santé                         |     | Antje Huber                                        | SPD   |
| Ministre fédéral des Transports, des Postes et des Télécommunications                  |     | Kurt Gscheidle                                     | SPD   |
| Ministre fédéral de l'Aménagement du territoire, des Travaux publics et de l'Urbanisme |     | Dieter Haack                                       | SPD   |
| Ministre fédéral des Relations intra-allemandes                                        |     | Egon Franke                                        | SPD   |
| Ministre fédéral de la Recherche et de la Technologie                                  |     | Volker Hauff                                       | SPD   |
| Ministre fédéral de l'Éducation et de la Science                                       |     | Jürgen Schmude                                     | SPD   |
| Ministre fédéral de la Coopération économique                                          |     | Rainer Offergeld                                   | SPD   |